# Real Club de la Puerta de Hierro

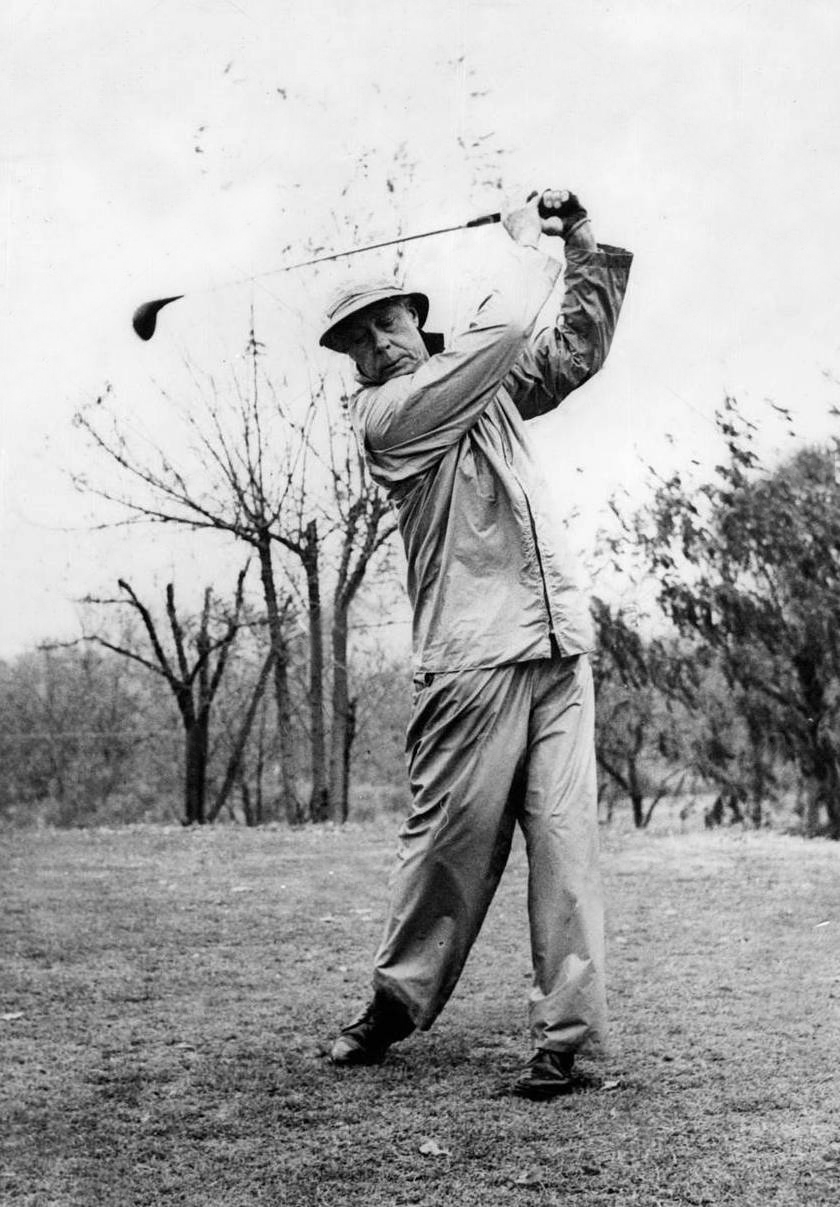
Le duc de Windsor jouant au golf à Puerta de Hierro sous une pluie battante, 1960

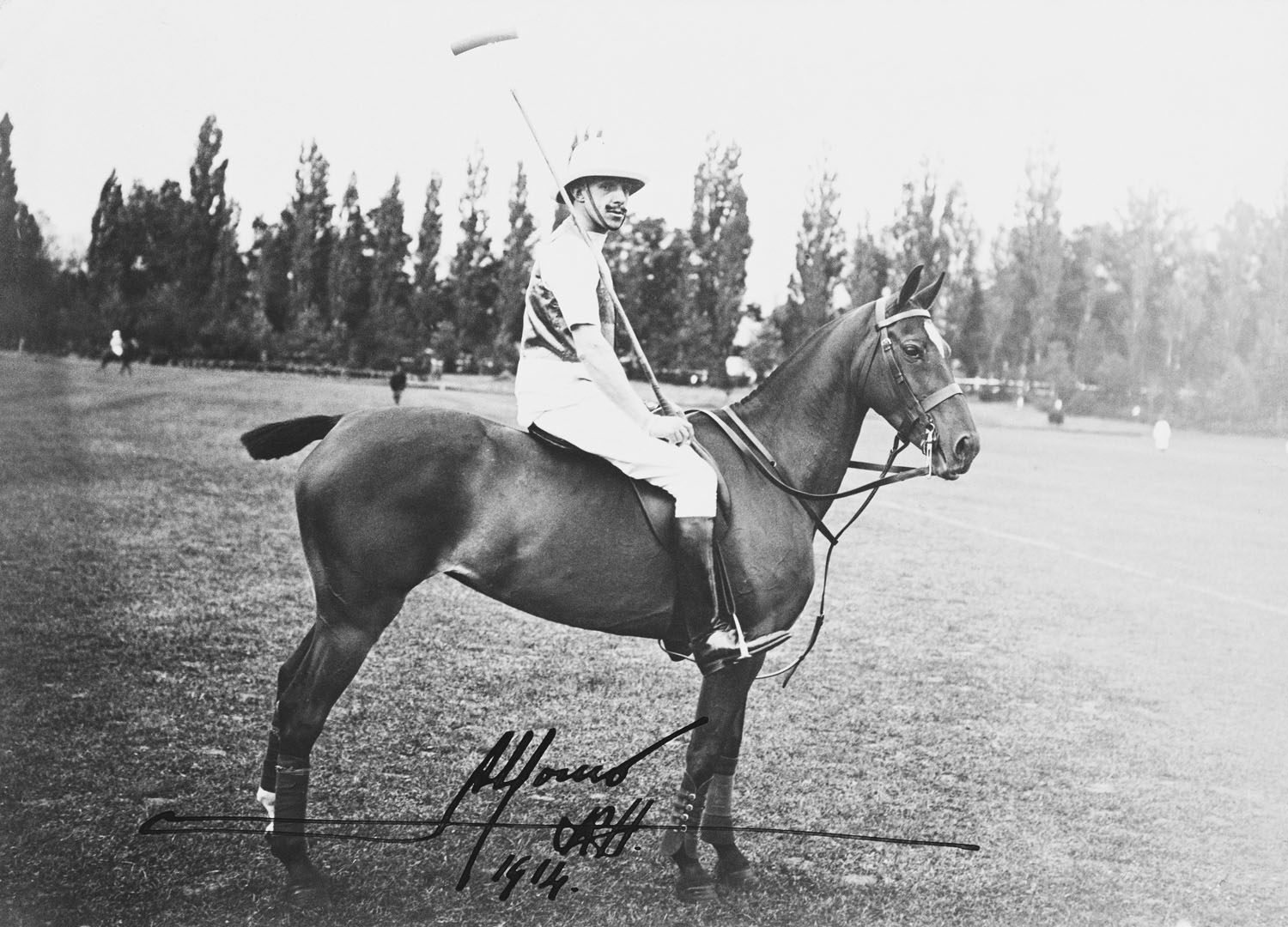
Alphonse XIII et sa jument "Countess" lors d'un match de polo au club, 1914

Le Real Club de la Puerta de Hierro est un club sportif et social privé basé à Madrid, en Espagne. Il doit son nom à l'arche commémorative en fer située à El Pardo. Réputé pour être associé aux familles royales d'Europe et à l'élite établie de longue date, le président américain Gerald Ford l'appelait "le club des rois et le roi des clubs".

## Histoire

### Fondation en 1895
Il a été fondé en 1895 exclusivement comme club de polo par un groupe d'éminents nobles espagnols dirigés par le 16e duc d'Albe, avec le soutien inconditionnel du roi d'Espagne de l'époque, Alphonse XIII. Avec le Hôtel Ritz, sa fondation faisait partie d'un plan de modernisation visant à égaler les goûts des lieux les plus luxueux de Londres et de Paris. En 1904, Harry S. Colt et Tom Simpson ont conçu dans le club ce qui allait devenir le premier terrain de golf d'Espagne, "el de arriba" (le supérieur). En 1966, Robert Trent Jones Jr. et John Harris ont conçu le deuxième parcours, "el de abajo" (le plus bas). Les terrains de golf de Puerta de Hierro ont accueilli les Open d'Espagne et l'Open de Madrid, et sont considérés comme "l'un des plus beaux et des plus classiques de l'Europe continentale",,. Outre le golf, le club a une longue histoire dans les domaines de l'équitation, tennis, padel, cricket, croquet et de la natation.

### Années 1940
Le 23 juin 1940, Edward VIII se rendit à Madrid en tant que duc de Windsor et séjourna à l'Hôtel Ritz. Le but de cette visite extra-officielle, au beau milieu de l'invasion allemande de la France, était de négocier de possibles alliances avec l'Allemagne nazi de l'Espagne à orientation axiale. Le 24 juin, le duc de Windsor a passé la journée à Puerta de Hierro, où il a joué au golf et assisté à une soirée de la Saint Jean au club accompagné du marquis d'Estella, fils de l'ancien dictateur Miguel Primo de Rivera et frère de José Antonio Primo de Rivera. Au cours de la célébration, Windsor a été surpris par les nouvelles d'un aristocrate britannique qui possédait des domaines viticoles en Espagne et venait de rentrer de Londres. On lui a dit que son frère, le roi George VI, avait accordé le titre d'earl à l'ancien Premier ministre Stanley Baldwin, qu'il détestait. Il se plaignit "Pourquoi diable Bertie récompenserait-il un tel reptile nauséabond?".
Le duc de Windsor reviendra au club à plusieurs reprises, notamment en 1960, lorsqu'il joua au golf sous une pluie battante.

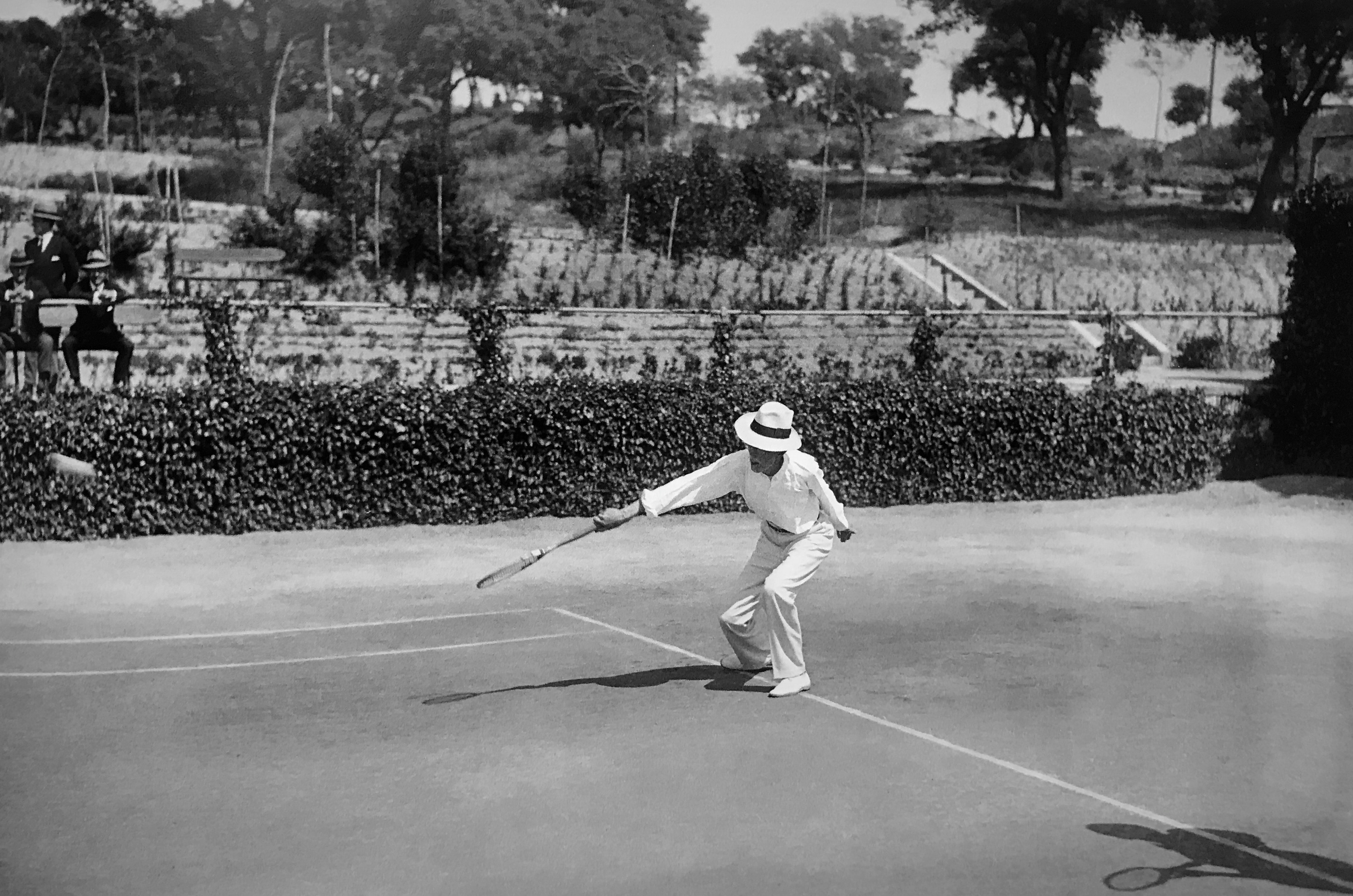
Le roi Gustave V de Suède joue au tennis au club, 1927

### Depuis 1987
Le Puerta de Hierro est réputée pour sa politique d'adhésion stricte. Depuis 1987, l'admission est fermée; seuls les fils, filles et conjoints des membres existants sont autorisés à adhérer (ces derniers perdent leur statut de membres s'ils souhaitent divorcer légalement). En conséquence, le club a été qualifié de "le plus exclusif et le plus isolé, non seulement en Espagne mais aussi dans le monde, où l'on peut fraterniser avec la haute société restrictive de Madrid",. La citation de Groucho Marx, "je n'aimerais pas faire partie d'un club qui m'accepterait comme membre" a été utilisée pour décrire l'adhésion très recherchée du club.

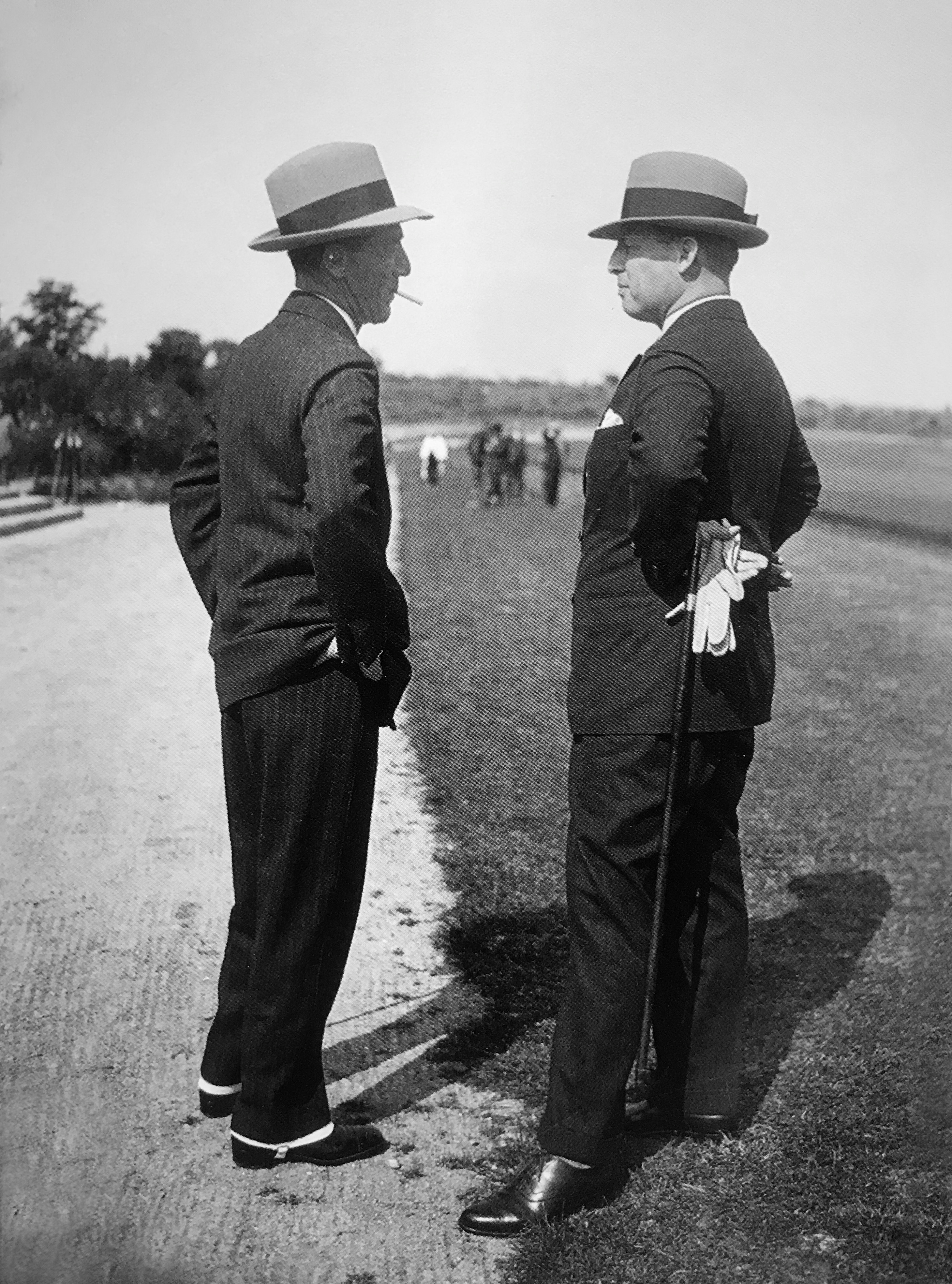
Le duc d'Albe (à gauche) s'entretient avec le roi Georges II de Grèce (à droite) lors d'un match de polo à Puerta de Hierro, 1928

## Présidents
- 1895 – 1896 xvi duc d'Albe
- 1896 – 1901 viii duc d'Arión
- 1901 – 1905 ii duc de Santoña
- 1905 – 1931 xvii duc d'Albe
- 1931 – 1932 x marquis de Portago
- 1932 – 1936 Rafael Silvela y Tordesillas
- 1939 – 1944 Joaquín Santos-Suárez y Jabat
- 1944 – 1950 Rafael Silvela y Tordesillas
- 1950 – 1952 x comte de Fontanar
- 1952 – 1954 xvii duc de Lécera
- 1954 – 1958 x comte de Fontanar
- 1958 – 1962 xviii duc de Frías
- 1962 – 1966 S.A.R. Ataúlfo d'Orléans
- 1966 – 1970 iii marquis de Silvela
- 1970 – 1974 i comte de Villacieros
- 1974 – 1978 vi duc de Fernán Núñez
- 1978 – 1986 vi duc de Bailén
- 1986 – 1990 xiv marquis d'Estepa
- 1990 – 1994 iii marquis de Bolarque
- 1994 – 2006 xviii comte d'Elda
- 2006 – 2011 Pedro Morenés y Álvarez de Eulate
- 2011 – 2016 Luis Álvarez de las Asturias Bohorques y Silva

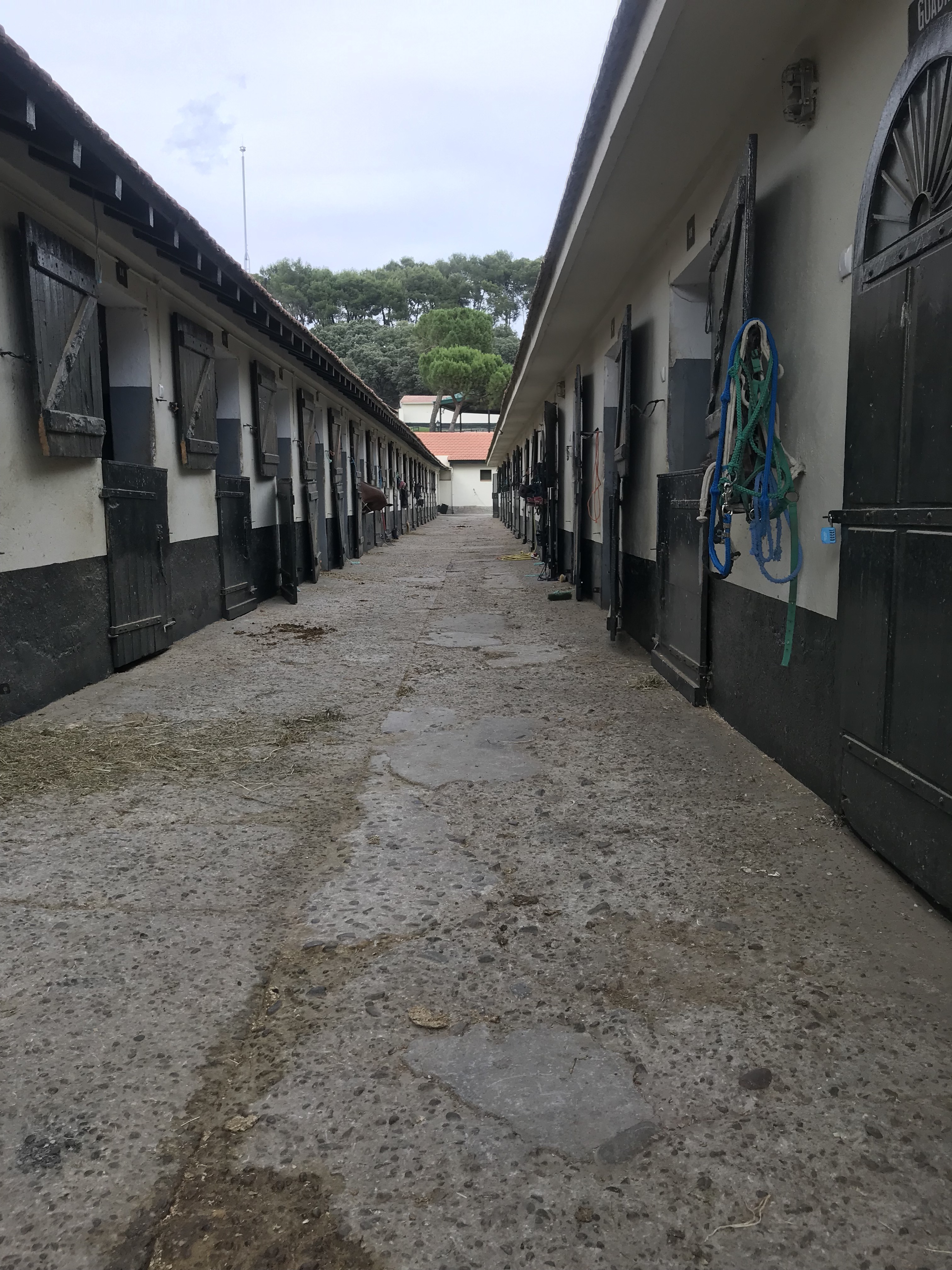
Écuries dans le club

- 2016 –          xvi comte de Bornos